# یوهی تانیایکه
یوهی تانیایکه (ژاپنی: 谷池 洋平؛ زادهٔ ۵ آوریل ۱۹۷۷) یک بازیکن فوتبال اهل ژاپن است.
از باشگاه‌هایی که در آن بازی کرده‌است می‌توان به باشگاه فوتبال ویسل کوبه، باشگاه فوتبال توکوشیما ورتیس و باشگاه فوتبال توچیگی اشاره کرد.